# Pietro Capasso
Pietro Capasso (Oliveto Citra, 29 luglio 1874 – Roma, 5 gennaio 1951) è stato un politico italiano.

## Biografia
È stato deputato del Regno d'Italia nella XXV e nella XXVI legislatura, dal 1919 al 1924. Fece parte della Massoneria, fu iniziato il 5.1.1915 nella loggia di Avellino "Aurora" .
Dopo l'8 settembre 1943, è stato sottosegretario nel Governo Badoglio I al Ministero degli interni, prima con Umberto Ricci e poi con Vito Reale.